# 三菱縱渦層狀進氣稀薄燃燒
三菱縱渦層狀進氣稀薄燃燒（Mitsubishi Vertical Vortex）一般縮寫成MVV，是日本三菱汽車於1991年開發出來的引擎稀薄燃燒技術。參與開發研究的技術人員計有清田雄彥、安東弘光、岩本裕彥、福井豐明等人，曾獲得1992年日本汽車技術會大獎。

## 概要
MVV技術的特徵在於進氣的是空燃比有濃淡之分的混合氣，氣門機構全部採用SOHC的設計。燃料混合氣在進氣道隔板和縱渦控制活塞工作時，於氣缸內形成縱向垂直的渦流，使得缸內混合氣濃度由內至外逐漸降低，再由微電腦控制系統管理火星塞的點火時間，使得氣缸內的火焰傳播速度最快，混合氣在高空燃比的情況下獲得充分燃燒。如此一來非但提高引擎的熱效率，降低燃油的消耗量，並減少廢氣中二氧化碳的排放量。
後來MVV發展成具有進氣二個閥門、排氣二個閥門的形式，搭配該技術的引擎計有4G93型、6G73型、3G83型、4A30型等。